# Paulie Gualtieri
 (mars 2023).
Si vous disposez d'ouvrages ou d'articles de référence ou si vous connaissez des sites web de qualité traitant du thème abordé ici, merci de compléter l'article en donnant les références utiles à sa vérifiabilité et en les liant à la section « Notes et références ».
Peter Paul « Paulie Walnuts » Gualtieri, interprété par Tony Sirico, est un personnage fictif de la série télévisée d'HBO Les Soprano (1999-2007). Il est un des principaux hommes de main du principal protagoniste de la série, en l'occurrence Tony Soprano. Sirico est auditionné pour le rôle d'Oncle Junior avec Frank Vincent, mais Dominic Chianese récupère le rôle. David Chase lui propose celui de Paulie Gualtieri, mais Sirico accepte à la condition que son personnage ne devienne pas un informateur. Paulie débute dans la série comme soldat, puis ildevient capitaine dans la famille du crime DiMeo. Il est violent, impulsif, perspicace, sarcastique et paranoïaque. Billy Magnussen interprête un Paulie Gualtieri jeune dans la préquelle, sortie en 2021, Many Saints of Newark - Une histoire des Soprano. Paulie Walnuts est un des personnages principaux de la série et un des favoris des téléspectateurs. La performance de Sirico a été couronné de succès au niveaux critiques et des audiences.

## Biographie
Paulie Gualtieri est l'un des « anciens » de l'équipe, plus vieux que Tony Soprano. Bien qu'étant un mafieux craint et respecté, il a cependant du mal à monter en grade. Tony est en effet conscient de la limite de ses capacités mentales, et se montre agacé par son comportement bavard. Paulie vit seul, il boude la vie de couple, ce qui peut sûrement être dû à son avarice.  Il est superstitieux et cultive avec exagération les traditions italiennes, y compris le catholicisme. Un voyage en Italie lui fait cependant réaliser à quel point il est loin de ses racines. Impulsif et colérique, il est l'un des mafiosi qui ont le plus lourd passé en matière d'assassinat.